# Audrey Yetna Chicot
Augustine Audrey Yetna Chicot, née à Douala au Cameroun, est une entrepreneure et femme d'affaires camerounaise. Elle est la fondatrice de Multi Services et Matériel Industriel (MSMI), entreprise industrielle considérée comme la première usine métallurgique du Cameroun. 
Elle est la présidente du club de Football Dynamo FC de Douala du 07 mai au 19 août 2022.

## Biographie

### Enfance et Débuts
Augustine Audrey Ngo Yetna est née et a grandi à Douala au Cameroun. D'ethnie Bassa, elle est issue d'une famille de cinq enfants dont elle est la seule fille.  Elle fait une partie de ses études secondaires au Lycée de Bonadoumbé et obtient un baccalauréat G2 Comptabilité en république centrafricaine.
En 1998, elle quitte le Cameroun pour la France où elle poursuit des études universitaires. Ex-mannequin,  elle travaille également au début de sa carrière en tant que commerciale dans diverses entreprises dont COMARAN, une entreprise spécialisée dans la fourniture industrielle. En 2001, elle épouse Fabien Chicot, fils d’entrepreneur industriel et développe son intérêt pour le secteur. Elle se rend par la suite en France où elle suit pendant quelques années une formation en maintenance industrielle au sein de l'entreprise familiale.

### Carrière
En 2003, elle retourne au Cameroun après une formation en France et crée MSMI, une entreprise camerounaise spécialisée dans la maintenance industrielle et la fabrication mécanique,. L'entreprise fabrique divers types de pièces métalliques pour les usines ; des engrenages, des vannes pour les industries pétrolières et même des pièces utilisées dans l’aéronautique. En 2014, son entreprise MSMI occupe le 6ᵉ rang mondial sur plus de 900 entreprises de la même taille dans un classement de l’Organisation des Nations unies pour le développement industriel. En 2017 déjà, l'entreprise emploie une quarantaine de personnes et réalise un chiffre d'affaires annuel de plus de 600 millions de francs CFA (915 000 euros). 
En 2020, l'entreprise compte 78 employés. Audrey Yetna est depuis quelques années engagées dans la promotion de l'intégration des femmes dans le secteur industriel, dominé par les hommes. 

### Dynamo FC de Douala
Le 7 mai 2022, au cours d'une assemblée générale élective, Audrey Yetna Chicot est élue Présidente du club de football Dynamo FC. Elle remplace à ce poste Isaac Sinkot, ancien lion indomptable qui occupait ce poste depuis 2007. 

### Vie familiale et Associative
Elle est la fondatrice et l'actuelle présidente de l’association interprofessionnelle de la fabrication et de la maintenance industrielle du Cameroun. Audrey Yetna est mère de trois enfants.